# Wilhelm Possac
Wilhelm Possac, Wilhelm Possak ou Vilmos Possák, est un footballeur international roumain né en 1906 à Vienne où il est mort en 1988. Il évoluait au poste d'attaquant.

## Biographie

### En club
Possac est d'abord joueur du CA Timișoara (en) de 1927 à 1930,.
Il joue par la suite pour le Vasas SC.
Il est entraîneur-joueur au sein du Sporting Portugal de 1935 à 1937,.
Il remporte avec les Lions le Campeonato de Portugal en 1936, une compétition dont le format se rapproche aujourd'hui de la coupe nationale. Le club est également Champion de Lisbonne en 1936 et 1937 avec lui.

### En équipe nationale
International roumain, il reçoit deux sélections pour aucun but marqué en équipe de Roumanie,.
Possac dispute son premier match le 15 avril 1928 contre la Turquie en amical à Arad (victoire 4-2).
Il joue son dernier match en sélection le 6 mai 1928 contre la Yougoslavie dans le cadre de la Coupe du roi Alexandre (en). Le match se solde sur une défaite 1-3 à Belgrade, Possac inscrit le seul but de la Roumanie.

## Palmarès
Avec le Sporting Portugal :
- Vainqueur du Campeonato de Portugal en 1936
- Champion de Lisbonne en 1936 et 1937